# Важкі часи (фільм)
Важкі часи (англ. Hard Times) — американська драма 1975 року.

## Сюжет
Америка, часи великої депресії, країна перебуває в тяжкому становищі, за працю платять мало. Мандруючи в пошуках заробітку в Новий Орлеан приїжджає Чейні, міцний і витривалий боксер. Досить швидко доля зводить його з менеджером вуличних боїв. Чейні починає брати участь в підпільних боях. Перемога за перемогою приносять гроші і популярність в цьому підпільному бізнесі. Чейні знайомиться з Люсі, яка мріє про самостійний заробіток, але робота Чейні, який був вже далеко не молодий, не обіцяє стабільності в спільному житті.

## У ролях
- Чарльз Бронсон — Чейні
- Джеймс Коберн — Спід
- Джилл Айрленд — Люсі Сімпсон
- Стротер Мартін — По
- Маргарет Блай — Гейлін Шуновел
- Майкл МакГуайр — Дженділ
- Феліче Орланді — Лі Б'ю
- Едвард Волш — Петтібон
- Брюс Гловер — Доті
- Роберт Тесс'єр — Джим Генрі